# Trapella
Trapella je monotipski biljni rod iz porodice trpučevki  (Plantaginaceae). Jedina vrsta je T. sinensis, azijski rizomatozni geofit raširen od Ruskog dalekog istoka, do Kine, Južne Koreje i Japana 

## Opis
Trapella sinensis je vodena biljka koja daje nježni ružičasto-bijeli cvijet koji traje samo jedan dan. Nažalost, ove su biljke sve rjeđe zbog utjecaja klimatskih promjena i zagađenja. Naraste od 30 do 60 cm, trajnica je zimzelenih listova. Cvijet može biti bijel, purpuran, ljubičast. 

## Sinonimi
- Trapa antennifera H.Lév.; Bull. Acad. Int. Géogr. Bot. 8: 229 (1899)
- Trapella antennifera (H.Lév.) Glück; Bot. Jahrb. Syst. 70: 149 (1939)
- Trapella sinensis var. antennifera (H.Lév.) H.Hara; J. Jap. Bot. 7: 380-82 (1941)